# Фон Штакельберг, Тихон Иванович
Ти́хон Ива́нович фон Шта́кельберг (1 июля 1992 года, Санкт-Петербург) — российский альпинист. Чемпион мира, многократный чемпион России в различных классах. Мастер спорта России.

## Биография
В детстве занимался самбо. Однажды пришёл в секцию альпинистов и был очарован атмосферой, которая была на тренировке.
В феврале 2024 года стал серебряным призёром чемпионата России в техническом классе. Фон Штакельберг был в команде с красноярскими альпинистами Евгением Корулиным и Егором Матвеенко. В апреле 2024 года эта же команда выиграла чемпионат России в ледово-снежном классе — ей дали первое место за восхождение на вершину Коазой-Лоам.
Живёт в Санкт-Петербурге, но на всероссийском уровне представляет Воронежскую область. Выбор региона не случаен — в Воронеже живут родственники по линии матери.

## Родословная
Принадлежит к немецкому баронскому роду фон Штакельбергов, корни которого исходят из Баварии. Мать - Татьяна фон Штакельберг, отец - Иван Юрьевич Сотников (фон Штакельберг). Один из предков — Берндт Отто фон Штакельберг, шведский фельдмаршал, который сражался в Северной войне на стороне короля Карла XII и был участником Полтавской битвы. Со временем предки обрусели и перебрались в Санкт-Петербург.
Тихон признавался, что знает своих предков до 17 колена и очень любит изучать их историю.

## Личная жизнь
Разведён. Есть сыновья Тихон-младший и Яков.